# Francisca Sánchez
María Francisca Sánchez Sánchez (Santiago de Chile, 27 de febrero de 1975) es una artista visual y escultora chilena. 

## Biografía
Sánchez inició su formación en la Universidad de Chile, donde estudió Antropología y Escultura. Posteriormente, cursó un Magíster en Artes Visuales en la misma institución.
Su trayectoria incluye dos estancias en el extranjero: la residencia De Ateliers en Ámsterdam (2004-2006) y el programa de investigación artística La Seine en la École Nationale Supérieure des Beaux-Arts de París (2006-2008). Durante estas experiencias fue becada por las instituciones anfitrionas, lo que le permitió dedicarse plenamente a la experimentación y al trabajo en taller.

## Obra
La obra de Francisca Sánchez se caracteriza por el uso de la escultura como metodología para explorar y comprender el mundo. A través de su trabajo, busca traducir experiencias en volúmenes y experimentar con diferentes soportes, materiales y escalas.

##### Temáticas y procesos creativos
Su producción artística combina la observación minuciosa de fenómenos visuales y táctiles con la experimentación material. Sánchez utiliza métodos como el registro de transformaciones y deformaciones de objetos para cuestionar la relación entre lo observado y lo comprendido. Entre sus intereses recurrentes destacan el paisaje, la excavación y la representación de formas en movimiento.
Entre sus trabajos más recientes se encuentra la obra "Reposo" (Región de Los Lagos, 2016), en la que llevó a cabo una intervención a gran escala en el entorno paisajístico de la autopista construyendo un cerro con el terreno excavado en el mismo sector. Asimismo, en la exposición "Suelo" (MAVI, Santiago, 2021), registró los cambios ocurridos en la laguna de Aculeo tras su sequía, explorando este espacio como un gran contenedor o molde que relaciona con formas escultóricas surgidas del cuerpo en movimiento.

## Exposiciones destacadas

#### Individuales
- 2009: Yo y San Martín. Plaza San Martín, Lima.
- 2011: Idea fija. Galería AFA, Santiago.
- 2013: Robinson en contra de sí. Galería Armada, Santiago.
- 2014: Tabla rasa. Galería AFA, Santiago.
- 2016: Reposo. Ruta 5 Sur, Región de Los Lagos.
- 2021: Suelo. Museo de Artes Visuales (MAVI), Santiago.

#### Colectivas
- 2009: Arte recente dal Cile. Ex Chiesa di San Carpoforo, Milán, Italia.
- 2014: Puro Chile. Territorio y paisaje. Centro Cultural La Moneda, Santiago.
- 2022: 34 Muestra Anual. Museo Arte Moderno Chiloé, Castro.
- 2024: Memento Mori. Galería D21, Santiago.

### Publicaciones
- 2007: Fe ciega
- 2014: Tabla rasa
- 2021: Arriba del suelo y abajo del suelo, junto a Magdalena Recordon.